# Жалманкулацький сільський округ
Жалманкула́цький сільський округ (каз. Жалманқұлақ ауылдық округі, рос. Жалманкулакский сельский округ) — адміністративна одиниця у складі Єгіндикольського району Акмолинської області Казахстану. Адміністративний центр — село Жалманкулак.
Населення — 164 особи (2021; 186 у 2009, 1256 у 1999, 2668 у 1989).
У радянські часи існували Жулдизька сільська рада (села Жулдиз, Кониртубек) та Калінінська сільська рада (село Жалманкулак). Село Кониртубек було ліквідовано 2019 року.

## Склад
До складу округу входять такі населені пункти:
| Населений пункт    | Колишні назви | Населення, осіб (1989) | Населення, осіб (1999) | Населення, осіб (2009) | Населення, осіб (2021) |
| ------------------ | ------------- | ---------------------- | ---------------------- | ---------------------- | ---------------------- |
| Жалманкулак, село  | -             | 1530                   | 741                    | 92                     | 86                     |
| Жулдиз, село       | -             | 800                    | 370                    | 50                     | 71                     |
| --Кониртубек, село | -             | 338                    | 145                    | 44                     | 7                      |